# Dampiera spicigera
Dampiera spicigera är en tvåhjärtbladig växtart som beskrevs av George Bentham. Dampiera spicigera ingår i släktet Dampiera, och familjen Goodeniaceae. Inga underarter finns listade i Catalogue of Life.